# Polystichum monticola
Polystichum monticola là một loài thực vật có mạch trong họ Dryopteridaceae. Loài này được N.C. Anthony & Schelpe miêu tả khoa học đầu tiên.